# William Jøhnk Juel Nielsen
William Jøhnk Juel Nielsen (* 5. Juli 1997 in Hundested, Dänemark) ist ein dänischer Schauspieler.

## Biographie
William Jøhnk Juel Nielsen wurde mit der Rolle des Christian im Film In einer besseren Welt aus dem Jahr 2010 bekannt. Dieser Film gewann 2011 sowohl den Oscar, als auch den Golden Globe Award in der Kategorie Bester fremdsprachiger Film. Im Jahr 2012 spielte er im Film Die Königin und der Leibarzt die Rolle von Friedrich VI. 2014 war er im Film Dannys dommedag zu sehen. 

## Filmografie (Auswahl)
- 2010: In einer besseren Welt (Hævnen)
- 2012: Die Königin und der Leibarzt (En kongelig affære)
- 2014: Skavengers
- 2014: Dannys dommedag